# Bossier City
Bossier City är en stad (city) i Bossier Parish i delstaten Louisiana i USA. Staden hade 62 701 invånare, på en yta av 116,76 km² (2020).
Bossier City ligger vid floden Red River och på andra sidan floden ligger den lite större staden Shreveport. Utanför Bossier City ligger Barksdale Air Force Base.